# سفر به دیگر سو
آلبوم سفر به دیگر سو، «ضبط اجرای زندهٔ واشینگتن» یادوارهٔ «شمس تبریزی» در سال ۱۹۹۸ میلادی با آواز و آهنگسازی شهرام ناظری و نوازندگی و تنظیم گروه دستان است که بر روی اشعاری از مولانا اجرا شده و توسط «انتشارات سروش» منتشر شده‌است.
شهرام ناظری این آلبوم را نزدیکترین اثر به طرز فکری خود می‌داند.

## توضیح اثر
ترکیب کلی این اثر بر اساس نگرش و جهان‌بینی عارف بزرگ قرن هفتم، شمس تبریزی پی‌ریزی شده‌است. همان طرز تفکری که به عنوان «خط سوم» شالوده «عرفان ایرانی» را تشکیل می‌دهد و عارفان و فلاسفه بزرگ ایران طی هزاره اخیر پیوسته از آن سخن گفته‌اند و خود مولانا در این باره گفته‌است:
| این جهان وان جهان مرا مطلب |  | کاین دو گم شد در آن جهان که منم |

موسیقی و لحن این اثر با آنچه پیش از این از اساتید به جای مانده بود و لحن آوازخوانی «دوره قاجار» متفاوت است. چون با ادای لحن‌های خوانده به مقصود خود نمی‌رسید، بنابراین لحن آوازخوانی به دور از تکرار و تقلیدهای متداول خود را به فرهنگ شعر «مولانا» که همان عرفان حماسی ایران است نزدیک نموده‌است.
سعی شده‌است برخورد سازها و آواز و هماهنگی آن‌ها با توجه به جوهره «موسیقی سنتی» به الگوی ساختاری شعر عرفانی ایران شبیه باشد، در این اثر، اشعار، پویاترند در نتیجه تحریرها نیز حرکت بیشتری دارند و برخی مواقع به صورت کاملاً ریتمیک ادا می‌شوند. دلیل انتخاب نام سفر به دیگر سو این است که:
اعضای گروه در بازآفرینی این اثر سفری را به همراه یکدیگر آغاز می‌کنند که با حالاتی از آرامش و «مراقبه» همراه می‌شود و به تدریج به اوج خود که همان شور و «سماع» است می‌رسد.

## سازندگان این اثر
- آواز: شهرام ناظری
- آهنگساز: شهرام ناظری
- نوازندگان: گروه دستان
- تنظیم: گروه دستان

نوازندگان گروه دستان:
- سه‌تار: حمید متبسم
- سه‌تار: کیهان کلهر
- دف و تنبک: پژمان حدادی
- بربط: حسین بهروزی‌نیا

### فهرست
1. در عاشقی پیچیده‌ام ساختهٔ شهرام ناظری
2. ساز و آواز
3. گروه نوازی با آواز
4. آب حیات عشق ساختهٔ شهرام ناظری

بخشی از شعر این اثر:
| آب حیات عشق را در رگ ما روانه کن |  | آینه صبوح را ترجمه شبانه کن         |
| ای پدر نشاط نو در رگ جان ما برو  |  | جام فلک نمای شو وز دو جهان کرانه کن |
| ای خردم شکار تو تیر زدن شعار تو  |  | شست دلم به دست کن جان مرا نشانه کن  |